# Estrada dos Amarais

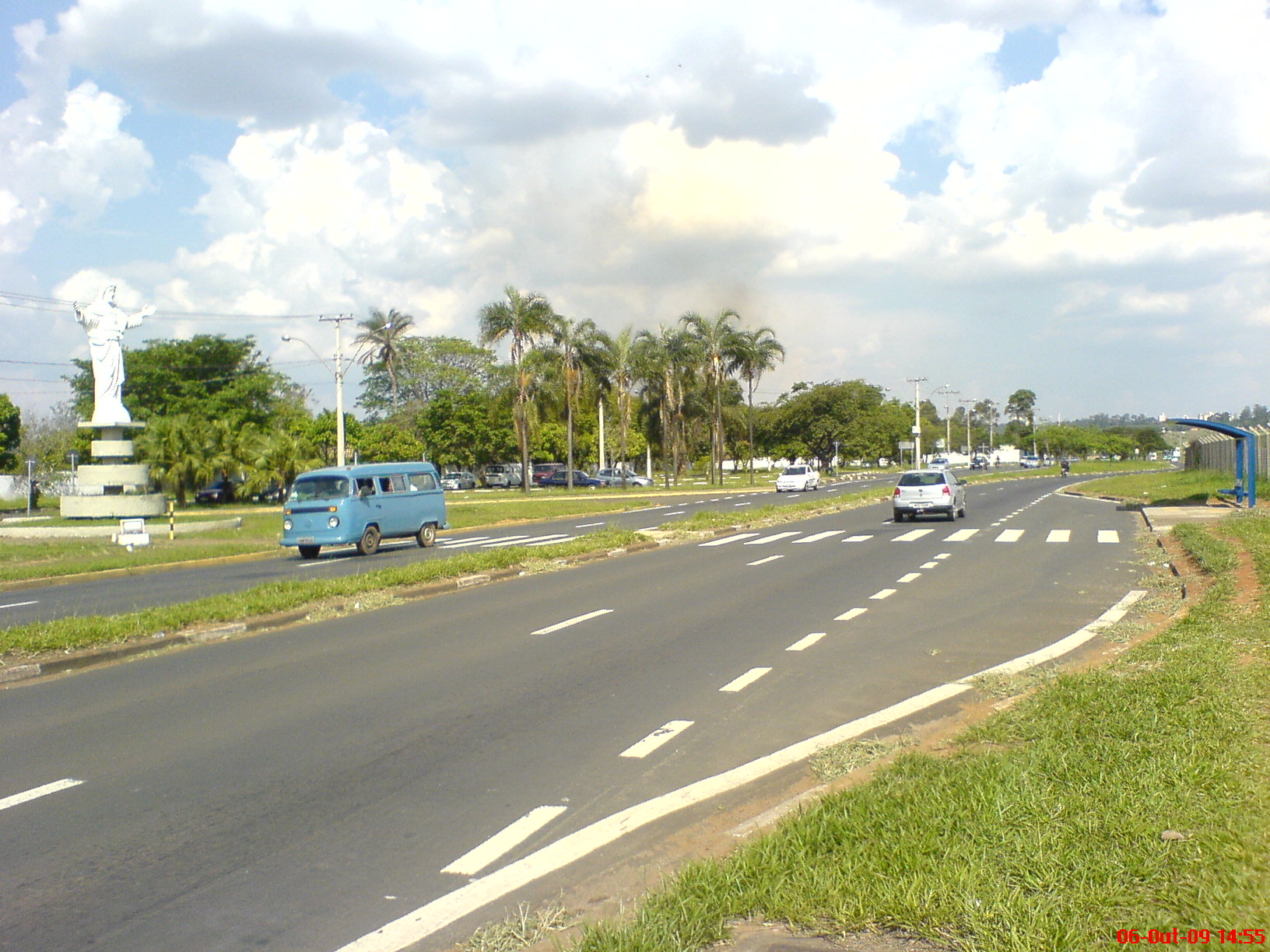
Estrada dos Amarais ao lado do Cemitério

A Estrada dos Amarais (oficialmente avenidas Cônego Antônio Rocato e Comendador Aladino Selmi) é uma estrada de dos municípios brasileiros de Campinas e Sumaré, no interior do estado de São Paulo. Ela liga a região do Bairro Matão em Sumaré e bairros da região noroeste de Campinas com o centro da cidade, cruzando com a Rodovia Dom Pedro I. 
Inicia-se no cruzamento viário das avenidas Dr. Theodureto de Almeida Camargo, Brasil, e Luís Smânio e termina na Praça do Evangelho em Sumaré. No chamado "Trevo dos Amarais", se encontra a confluência entre as avenidas Cônego Antônio Rocato e Comendador Aladino Selmi.
Nela trafegam diariamente cerca de 17 mil veículos e 5 mil caminhões. Sofre com buracos, ausência de sinalização e acostamento e tem muitos desastres rodoviários. Recebe este nome por ser a principal via de acesso ao Aeroporto Campo dos Amarais.
A Estrada dos Amarais faz também a ligação da cidade de Sumaré com o centro de Campinas passando pelos bairros San Martin, CDHU, Jardim Mirassol, Recanto Fortuna, Jardim Campineito, Jardim São Marcos, Jardim Santa Mônica, Jardim Chapadão, Guanabara, Centro. 